# Tofslärkan 2

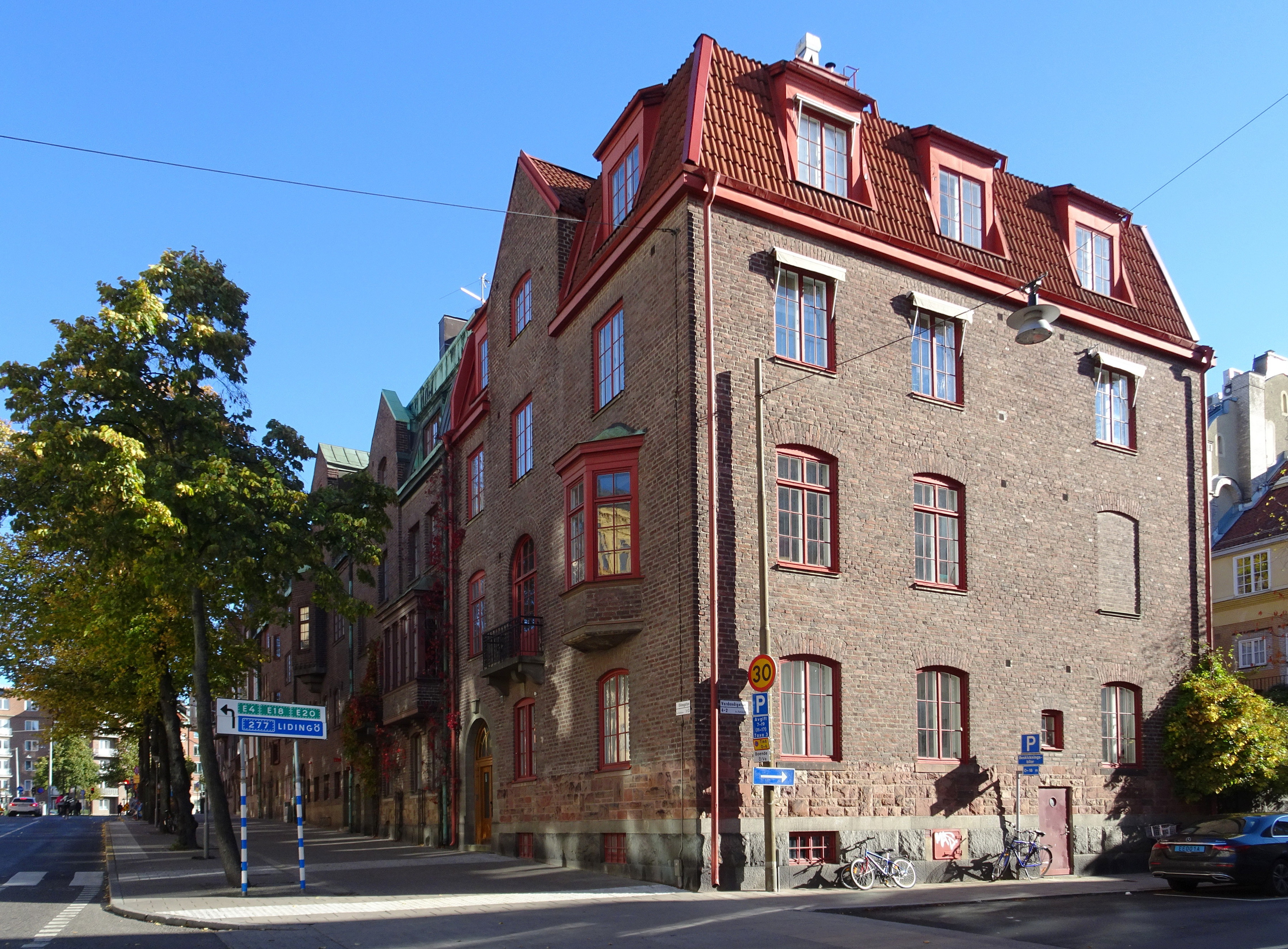
Tofslärkan 2, Odengatan 13 / Verdandigatan, oktober 2022.

Tofslärkan 2 är en kulturhistoriskt mycket värdefull villafastighet i kvarteret Tofslärkan i Lärkstaden på Östermalm i Stockholm. Denna stadsvilla i hörnet Odengatan 13 / Verdandigatan uppfördes 1912–1914 av byggmästaren Gustaf Alfred Johansson efter ritningar av arkitekt Victor Bodin. Fastigheten är blåmärkt av Stadsmuseet i Stockholm vilket är den högsta klassen och innebär "att bebyggelsen bedöms ha synnerligen höga kulturhistoriska värden". Byggnadens exteriöra arkitektur är samkomponerad med Odengatan 3–11.

## Bakgrund och planering

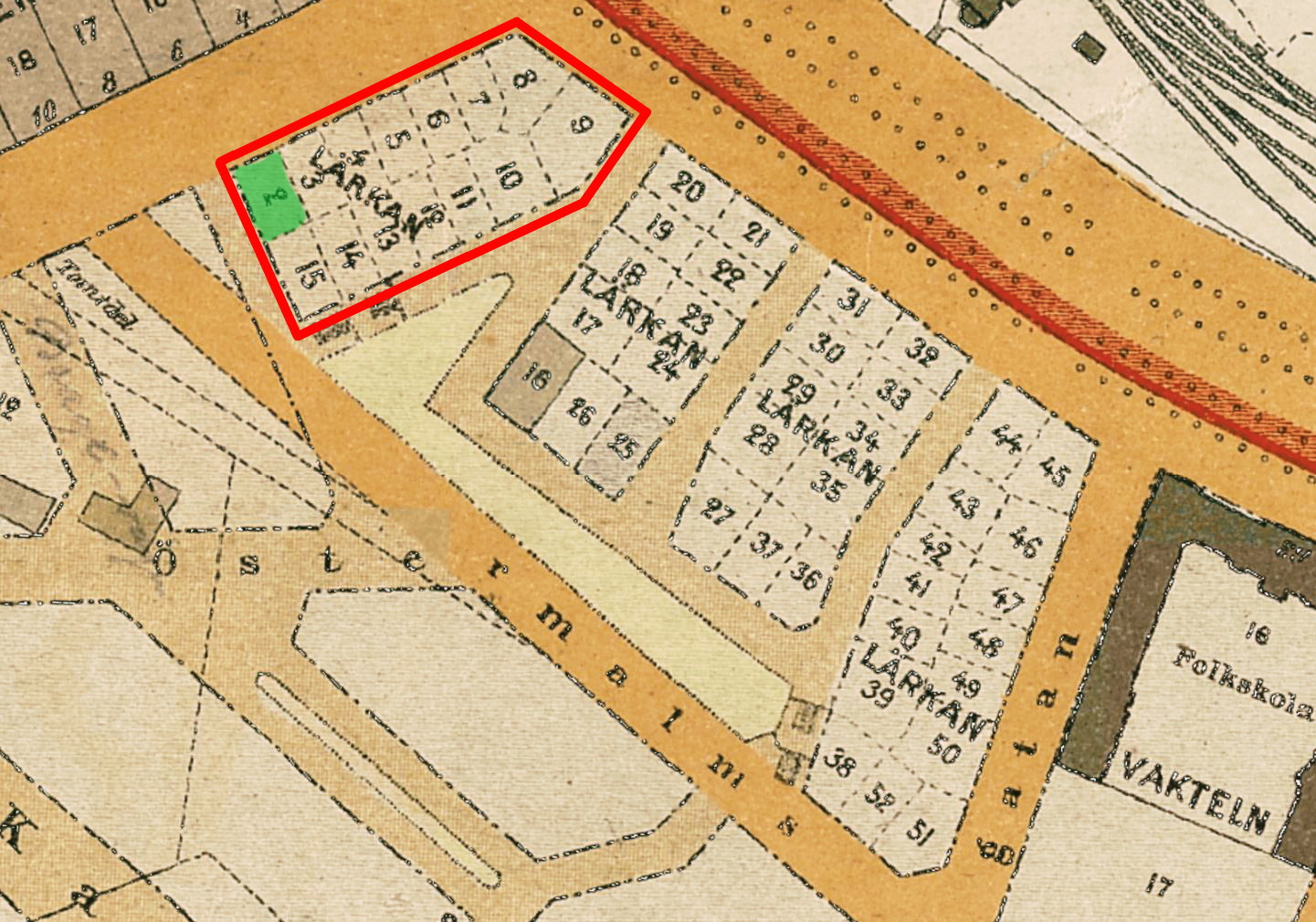
Lärkan 2 med grön markering (dagens Tofslärkan 2) år 1909.

Lärkan 2 (nr 1 fanns inte), sedermera namnändrad till Tofslärkan 1, var en av 51 fastigheter i dåvarande kvarteret Lärkan som, enligt en av Per Olof Hallman 1902 utarbetad stadsplan, skulle bebyggas med enfamiljsvillor. Hallman hade studerat Englands townhouses och ville nu tillämpa denna bebyggelseform för första gången i Stockholm. I Svenska Dagbladet från december 1910 kallades Lärkan för "Stockholms stads experimentalfält för omplantering af den engelska hemidén".
Målgruppen var den välsituerade borgarklassen med yrken som grosshandlare, direktörer, företagare, läkare, högre tjänstemän och ingenjörer. Även några arkitekter flyttade hit, bland dem Lärkstadens stadsplanerare, Per Olof Hallman (Sånglärkan 6), Thor Thorén (Trädlärkan 3), Erik Josephson (Piplärkan 7) och Folke Zettervall (Tofslärkan 7). 
Stadsingenjörskontoret fick i uppdrag att stycka "överkomliga" tomter med storlekar mellan drygt 270 och 550 kvadratmeter vilka såldes av Stockholms stad med äganderätt ("å fri och egen grund" står det på tomtkartorna). Tofslärkan 2 förvärvades i mars 1912 av arkitekten Victor Bodin. Fastigheten hade an areal om 292,1 kvadratmeter inklusive en nio meter bred remsa mark för en liten trädgård.
Det var vanligt att byggmästare eller arkitekter köpte tomter i Lärkan eftersom de var insatta i stadens bebyggelseplanering. Tomterna såldes sedan, tillsammans med de färdiga husen, till intresserade köpare. I detta fall stod arkitekt Bodin som tomtägare, byggmästaren Alfred Johansson uppförde huset för egen räkning och sålde det sedan till grosshandlaren Herman Fredrik Bexelius (1866–1942), son till grosshandlaren Anton Bexelius. Johansson och Bodin stod även bakom tillkomsten av närbelägna Trädlärkan 5.

## Byggnadsbeskrivning

### Exteriör
Berörda byggherrar, arkitekter och byggmästare kom överens att åstadkommer en enhetlig gatubild för villorna längs med Odengatan 3–13. Det var en nyhet i Lärkstaden och en reaktion mot den allt för individuella arkitekturen som dittills präglat lärk-kvarterens stadsvillor och kritiserats av samtiden att vara ”brokig”. Zettervalls villa (Odengatan 3, Tofslärkan 7), som stod först färdig i raden Tofslärkan 2–7 skulle utgöra förebild för de övriga fasadernas gestaltning. Överenskommelsen saknade motstycke i Stockholms bebyggelsehistoria eller, som Svenska Dagbladet uttryckte det i en artikel från april 1912, ”en i Stockholms byggnadshistoria förut okänd enhetlighet i arkitekturen”.

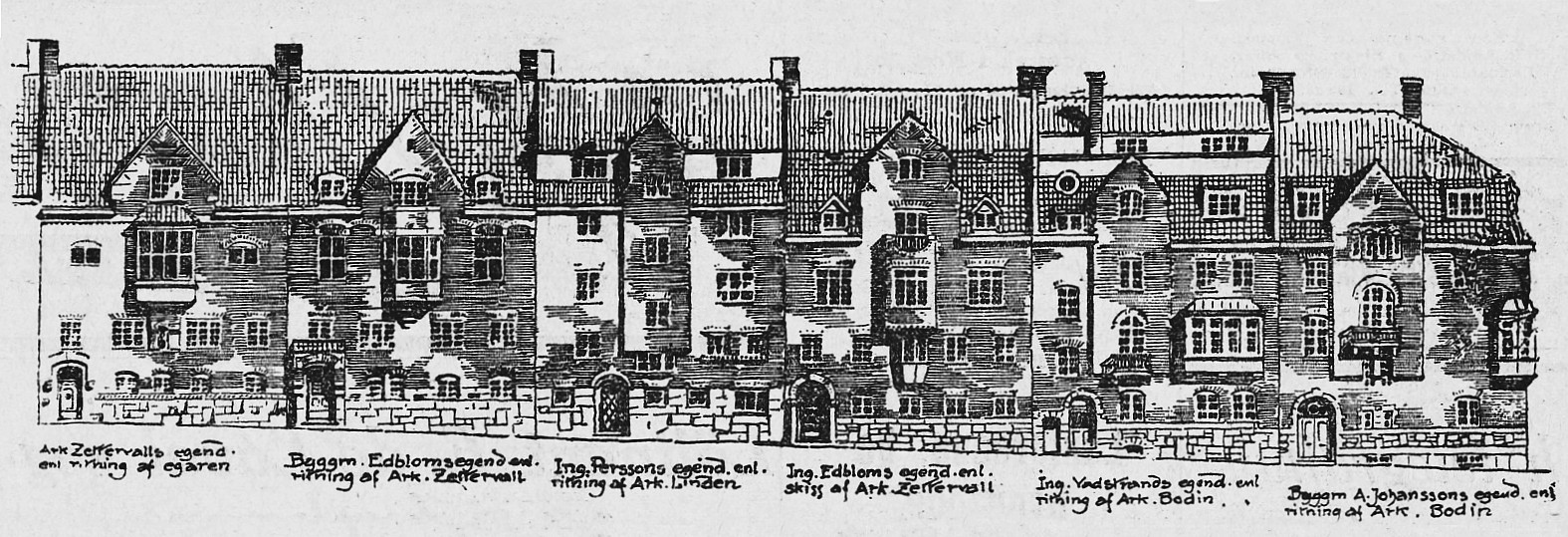
Fasaderna mot Odengatan 3–13. Längst till vänster Tofslärkan 7 som blev utslagsgivande för husens fasadgestaltningar, längst till höger syns Tofslärkan 2. Illustration i Svenska Dagbladet, 13 april 1912.

Man hade enats om att använda fogstruket mörkrött Helsingborgstegel till fasaderna och för övrigt ungefär samma utseende, dock med tillräcklig individuell variation. Samtliga är numera blåmärkta av Stadsmuseet. Tofslärkan 2 utgör hörnfastigheten med fasader åt tre håll. Mot Odengatan accentuerades fasaden med en frontespis som höjer sig över takfoten. En snarlik frontespis kom sedan att pryda samtliga hus i raden. Ett ursprungligen ritat hörnburspråk kom inte till utförande, utan en enklare variant i höjd med våning en trappa. Husets huvudentré inramas av en portal i finhuggen granit. Själva porten är glasad och har ett halvrunt, blyinfattat överljusfönster. Byggnaden uppfördes i tre våningar med källare och inredd vind.

### Interiör
Villans representationsvåning låg på våning en trappa. Här samlades en stor hall med öppen spis och balkong, salongen med burspråk och en stor matsal med intilliggande serveringsrum. Köket låg på bottenvåningen och hade en mathiss till serveringsrummet på våningen ovanför. Sovrumsavdelningen med tre sovrum, toalettrum och bad fanns på våning två trappor. På våning tre trappor (vinden) låg ytterligare sex rum. Troligen var några avsedda för uthyrning, vilket var vanlig i lärk-kvarteren men stred mot stadsplanens intentioner. 
Rumsfördelningen enligt ursprungsritningarna från juni 1914 var följande:
- Källarvåning (under del av huset) – pannrum, ved- och kolkällare, tvättstuga, strykrum
- Bottenvåning – entré, passage till trädgårdssidan, tre rum, kök med serveringsrum
- Våning 1 trappa – trappa, hall med öppen spis, salong, matsal, serveringsrum
- Våning 2 trappor – trappa, hall med öppen spis, tre rum, toalett- och badrum, intertrappa för personalen
- Våning 3 trappor (vinden) – trappa, liten hall, sex rum, interntrappa för personalen

Originalritningar från 1914
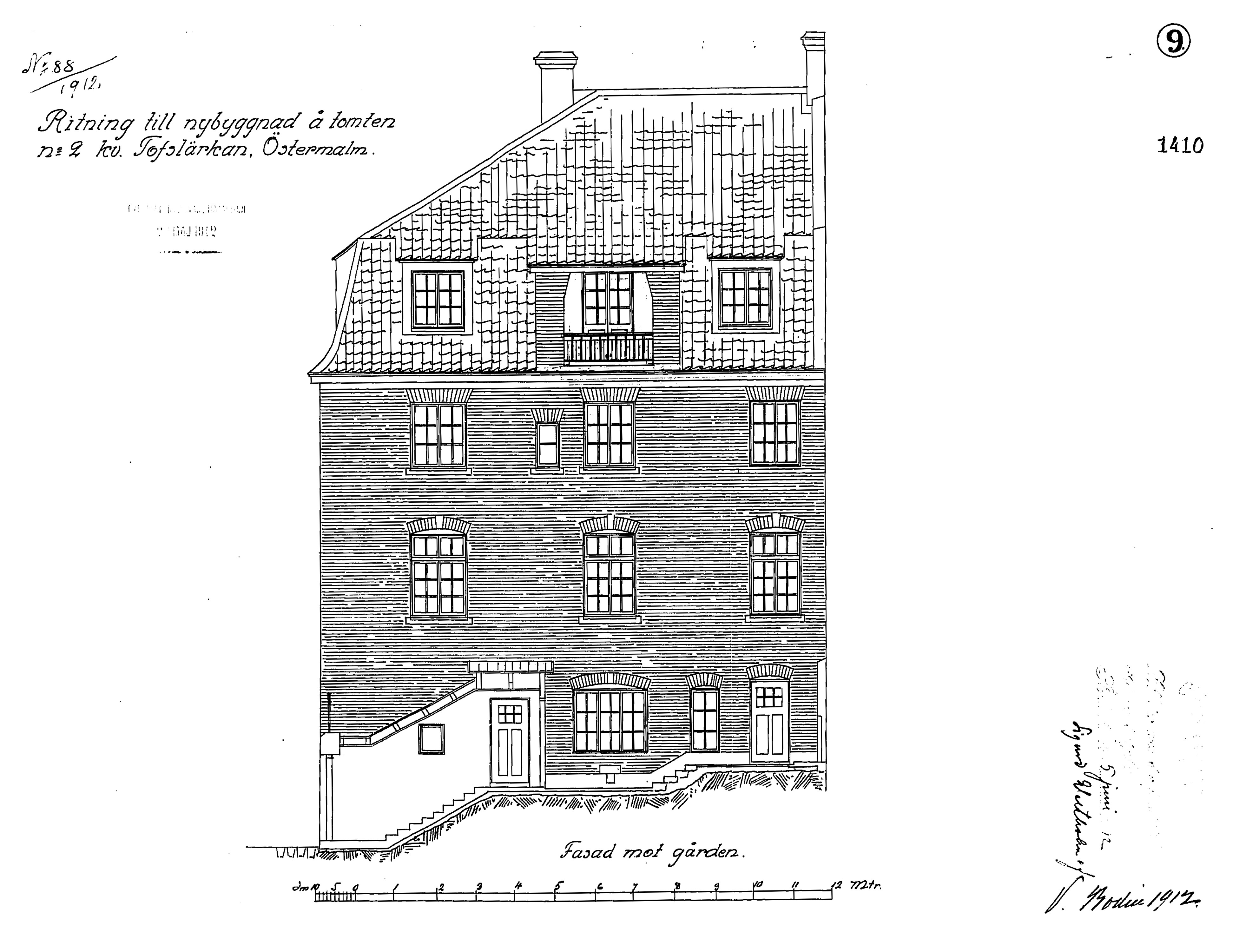
Fasad mot gården.
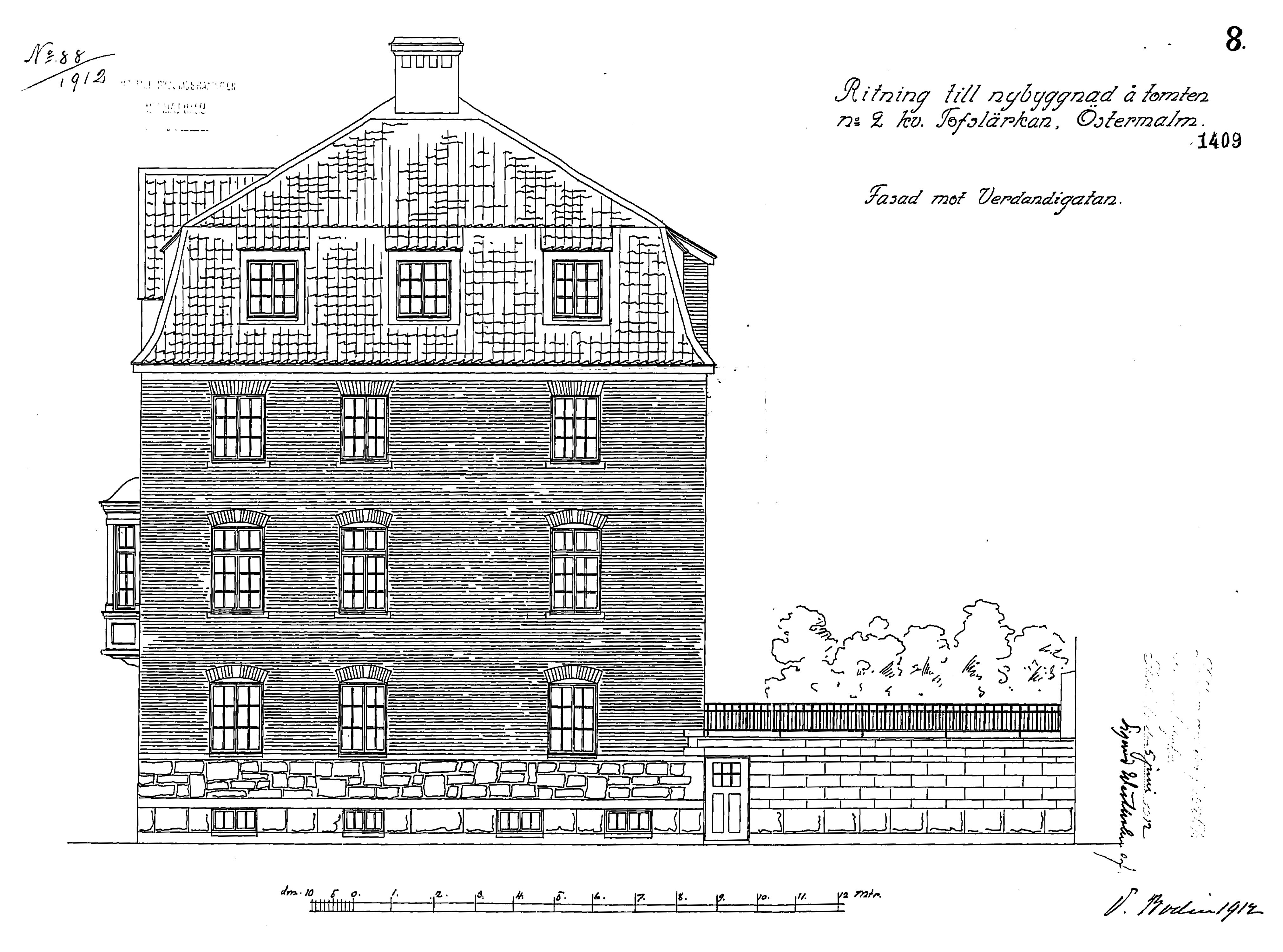
Fasad mot Verdandigatan.
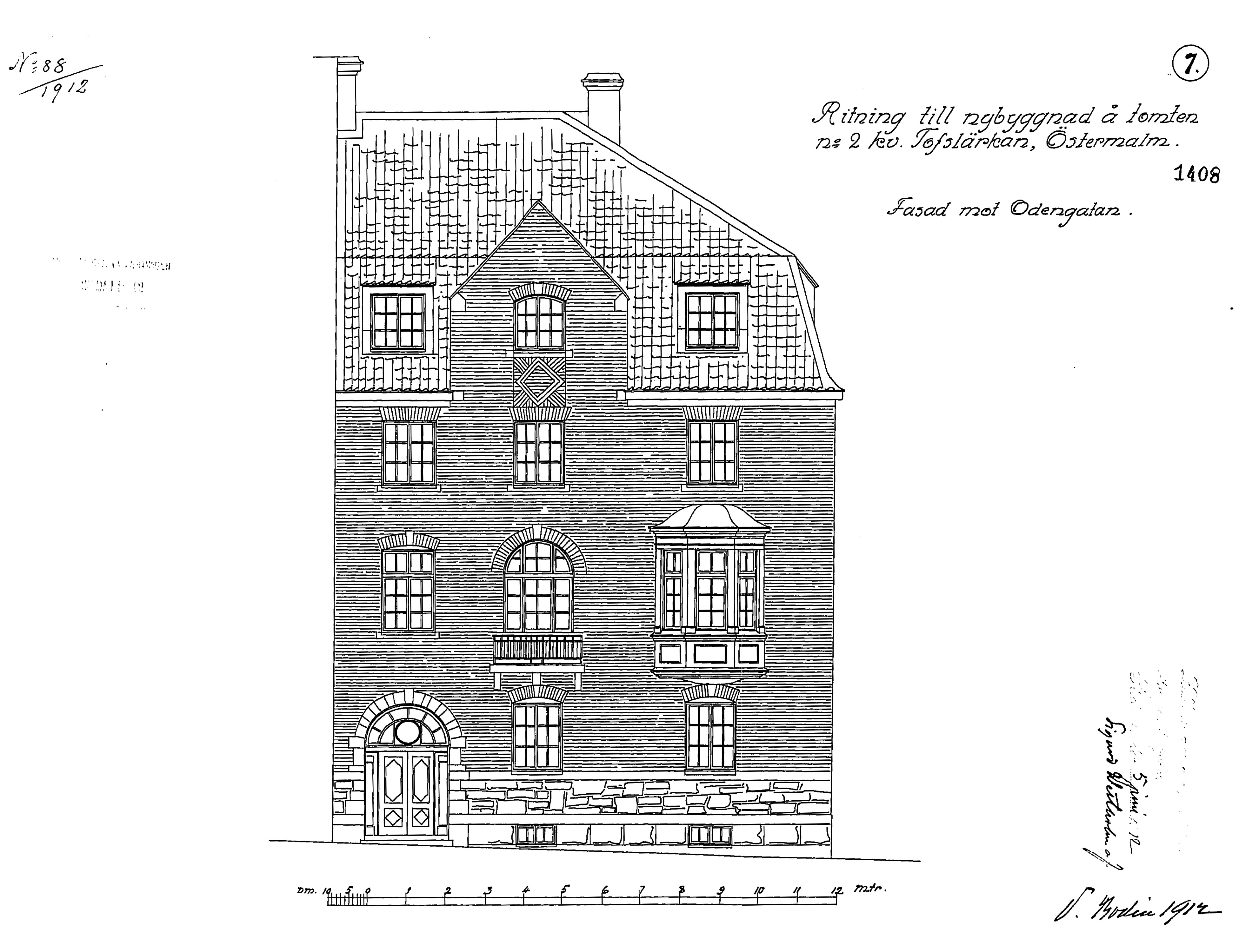
Fasad mot Odengatan.
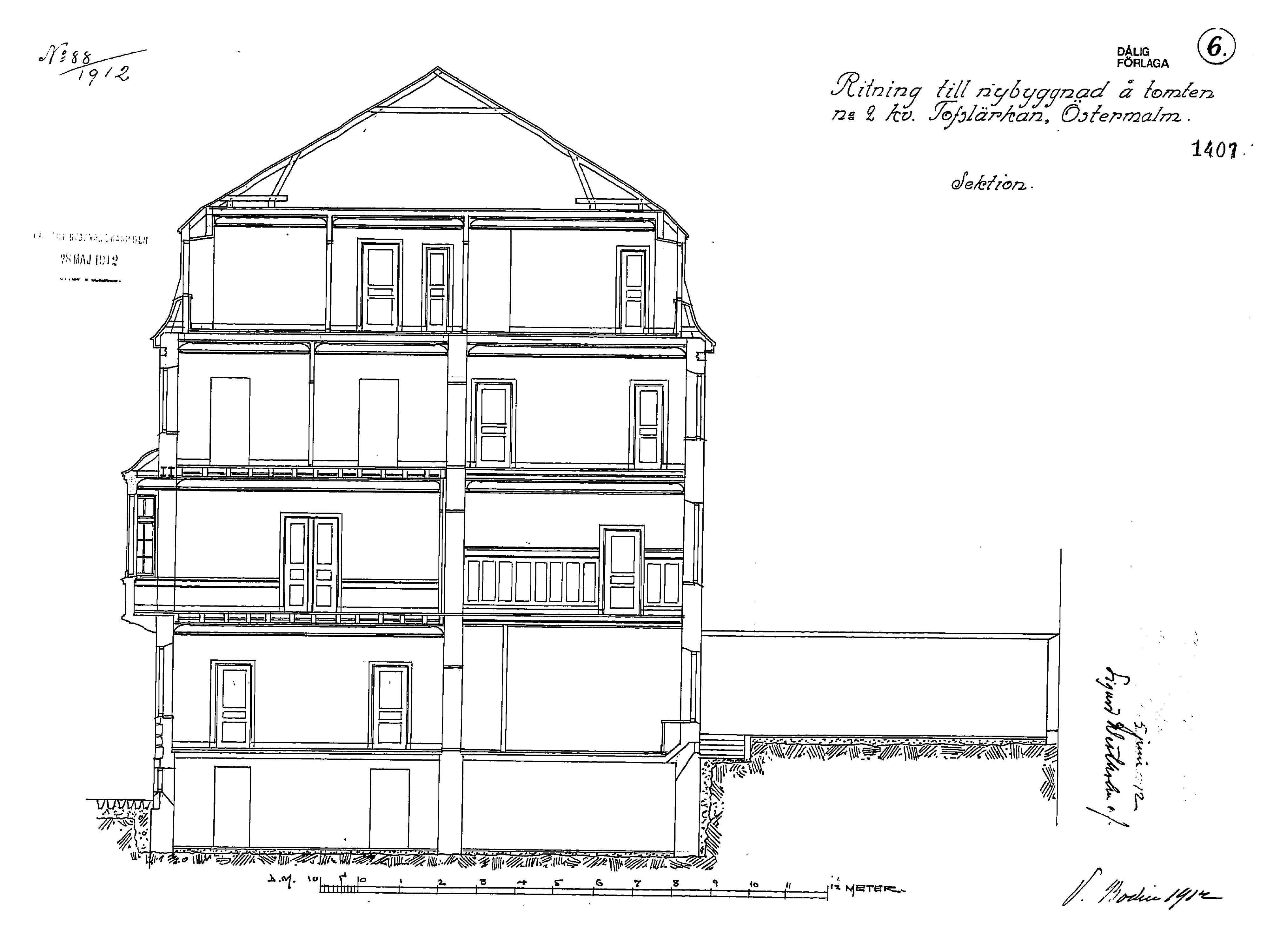
Sektion.

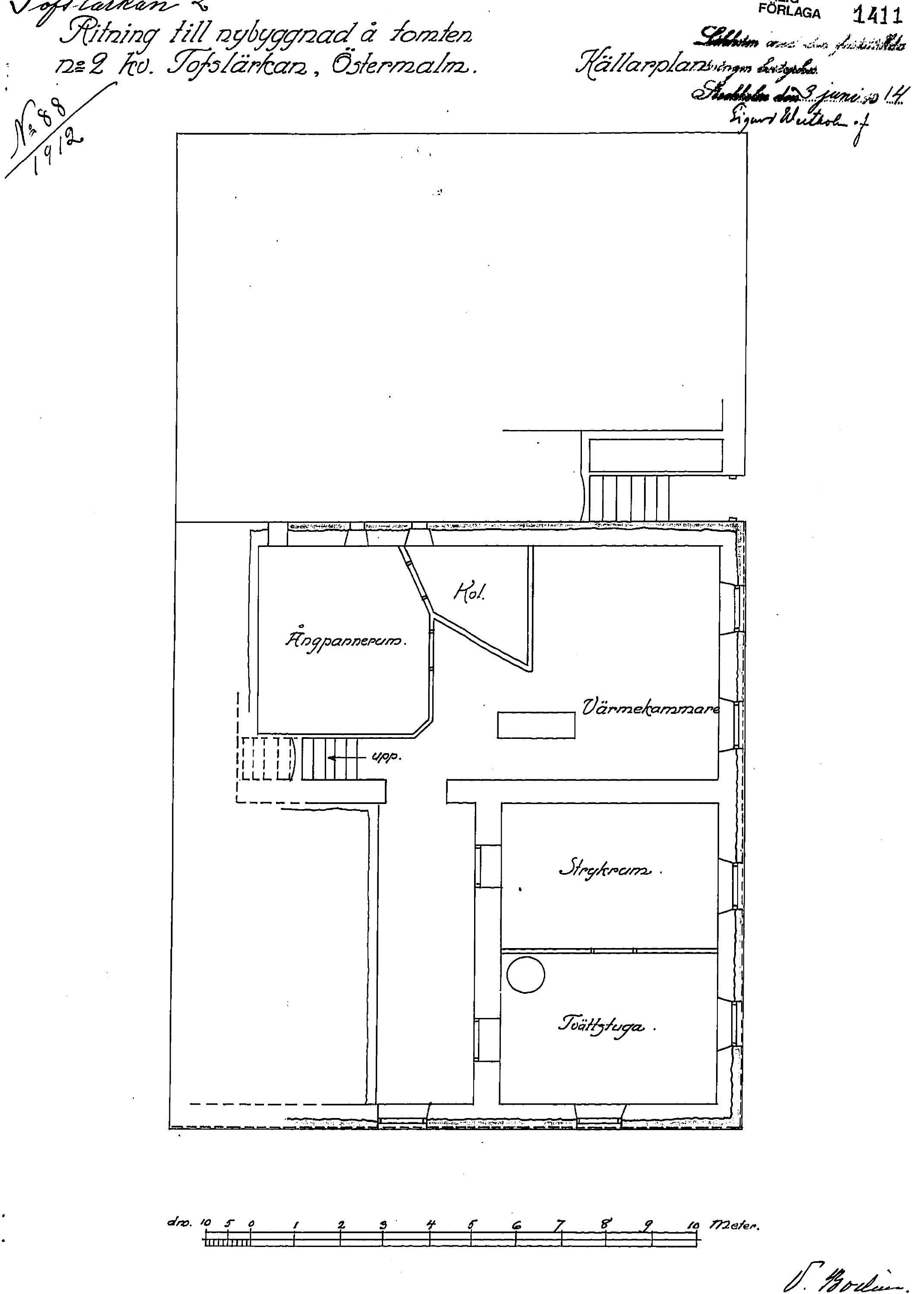
Källarvåning.
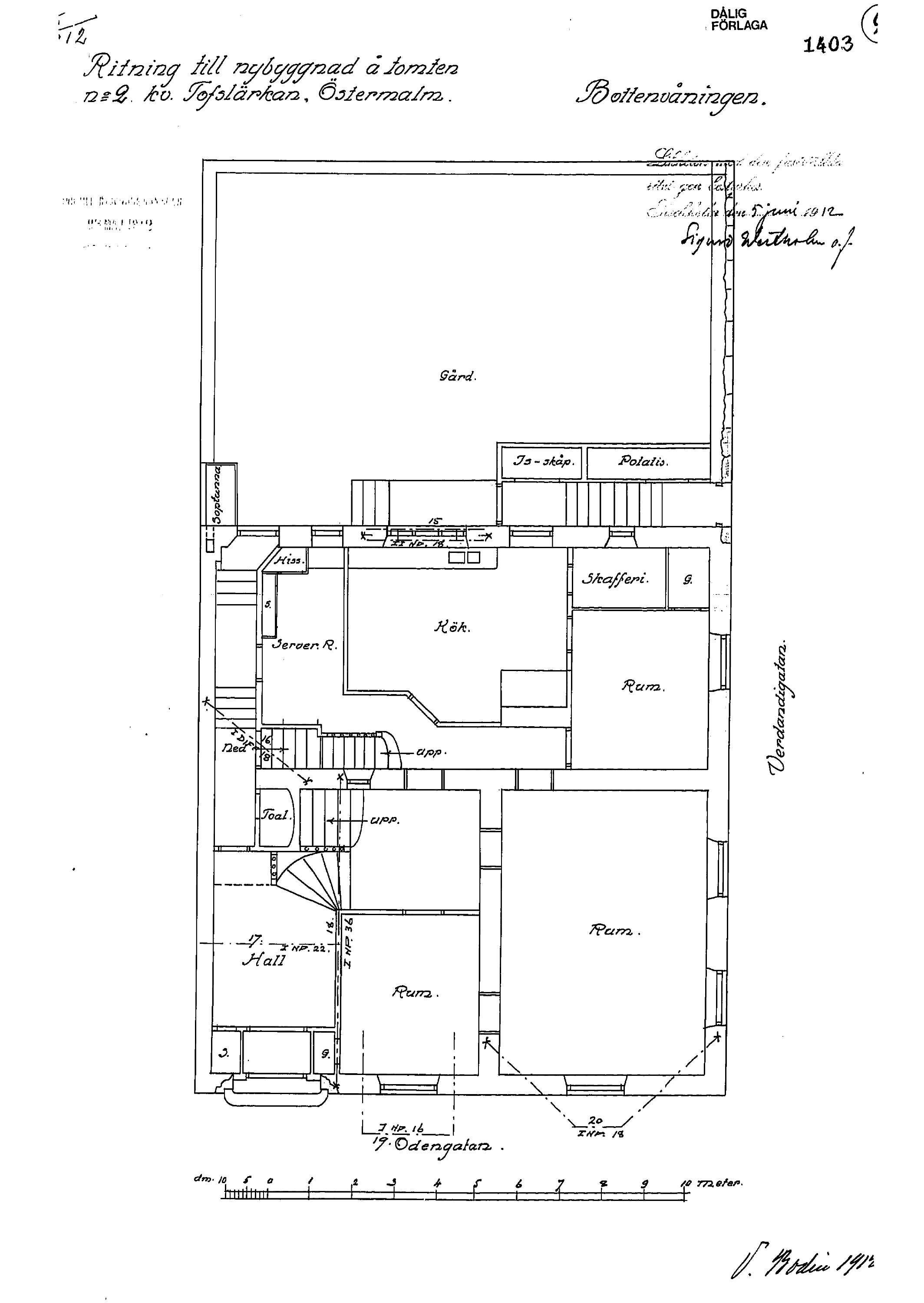
Bottenvåning.
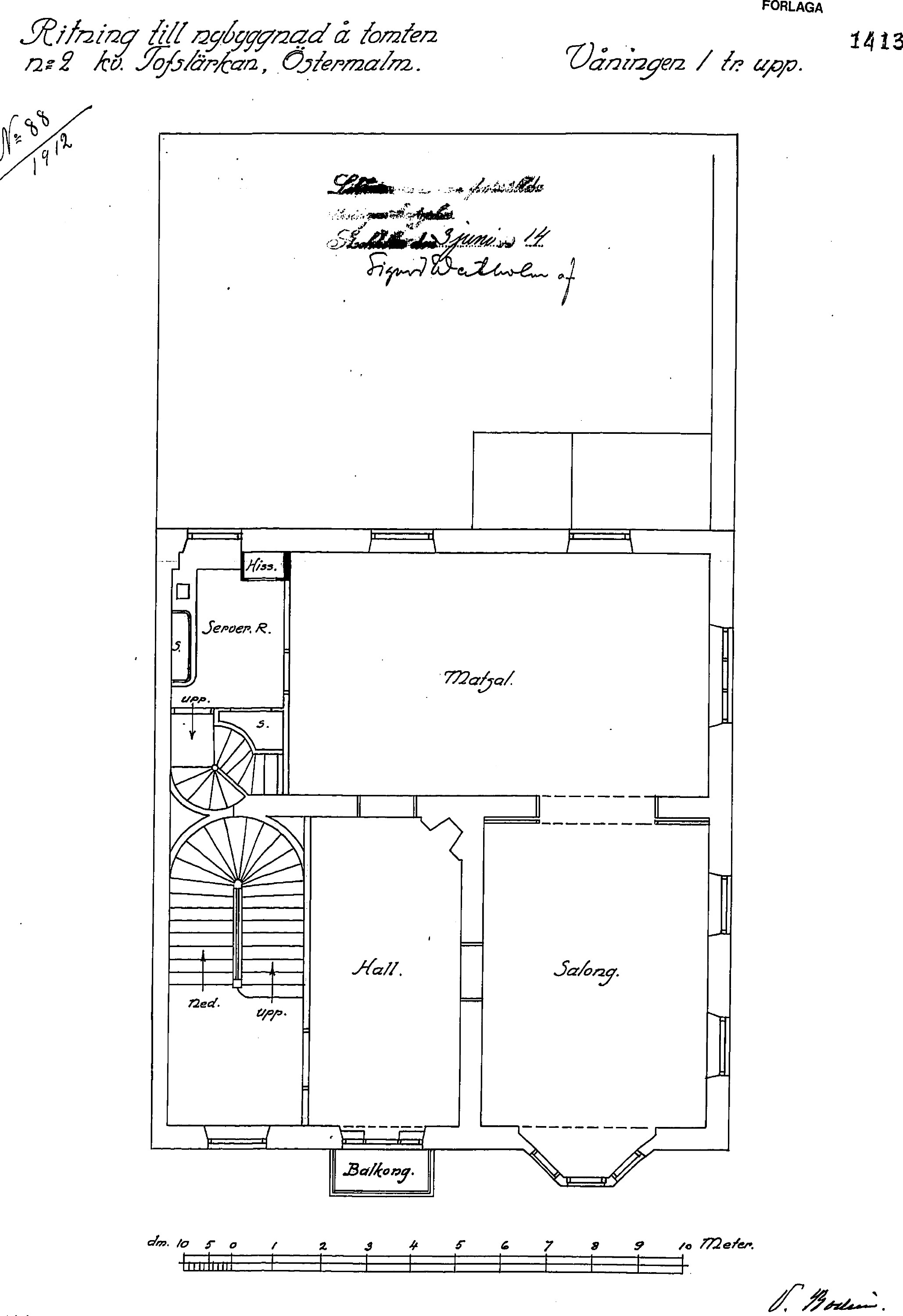
Våning 1 trappa.
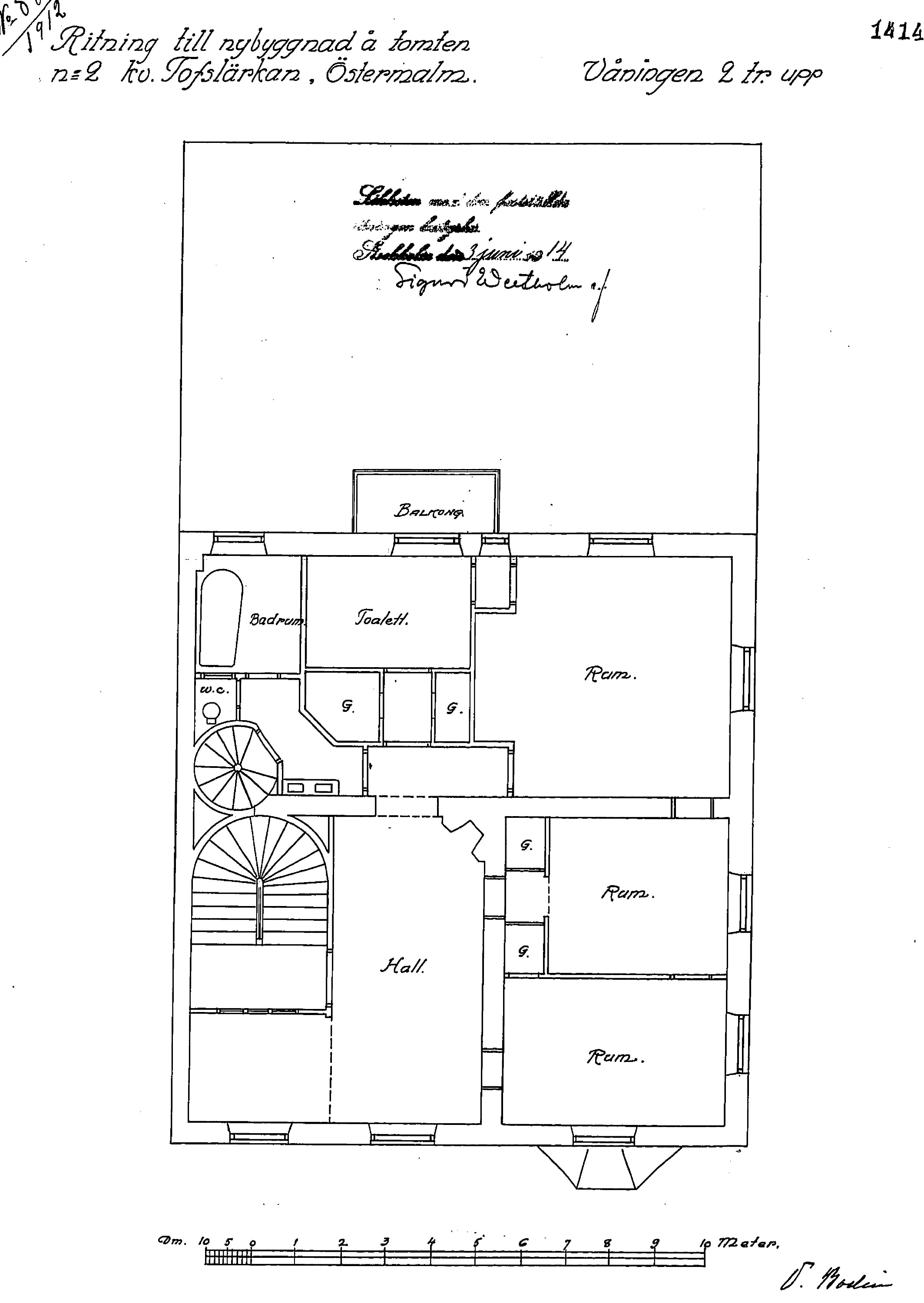
Våning 2 trappor.
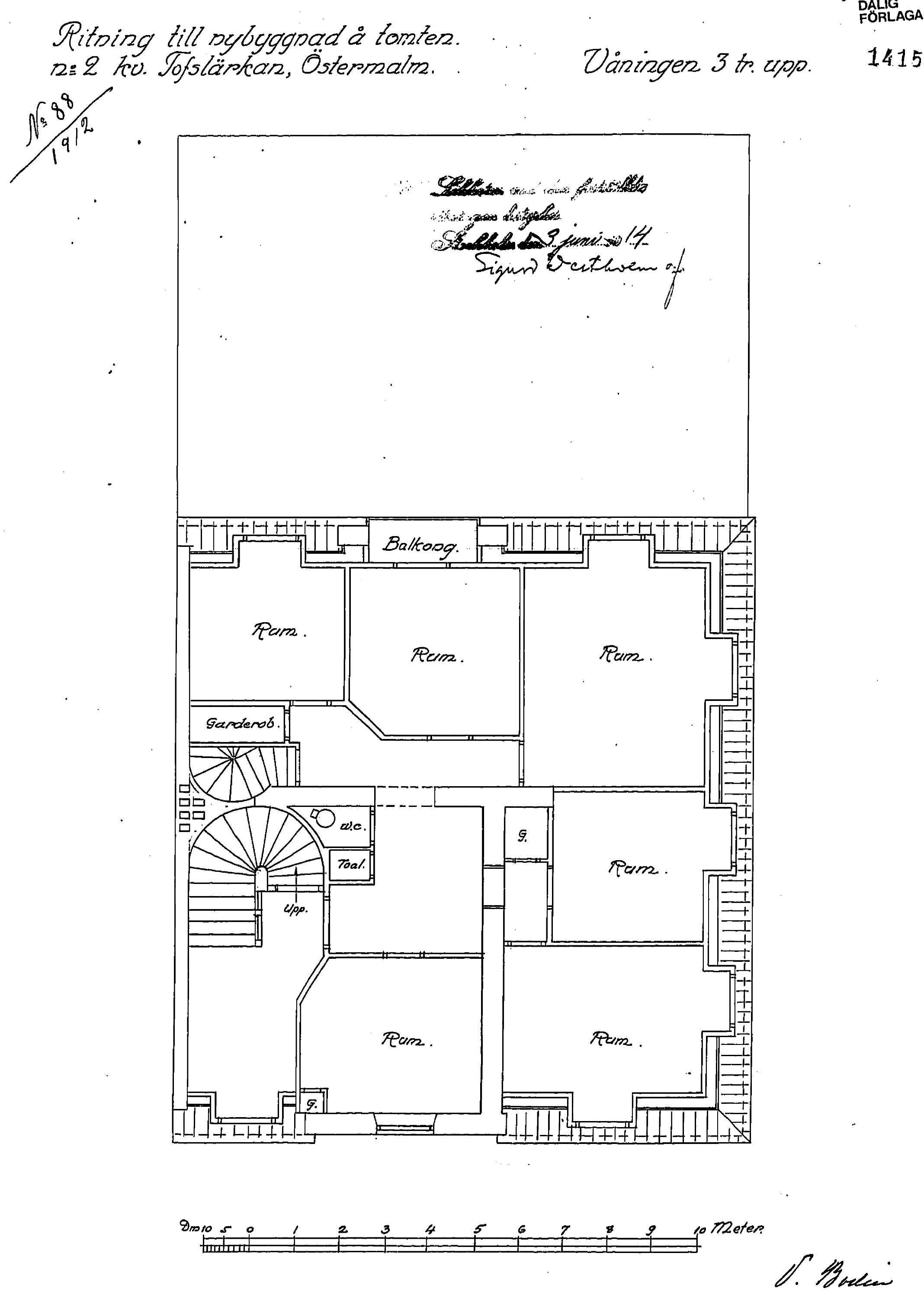
Våning 3 trappor.

## Nya ägare och ändringar
Enligt Stockholms adresskalender från 1926 bodde familjen Bexelius då fortfarande i sin stadsvilla. 1933 ombyggdes villan till flerfamiljshus med totalt sju lägenheter. 1935 och 1947 genomfördes ytterligare några ändringar. Idag innehas fastigheten av bostadsrättsföreningen Tofslärkan 1 som bildades 1981. Föreningen äger husets sju bostadsrätter med storlekar mellan 31 och 133 m².

### Nutida bilder

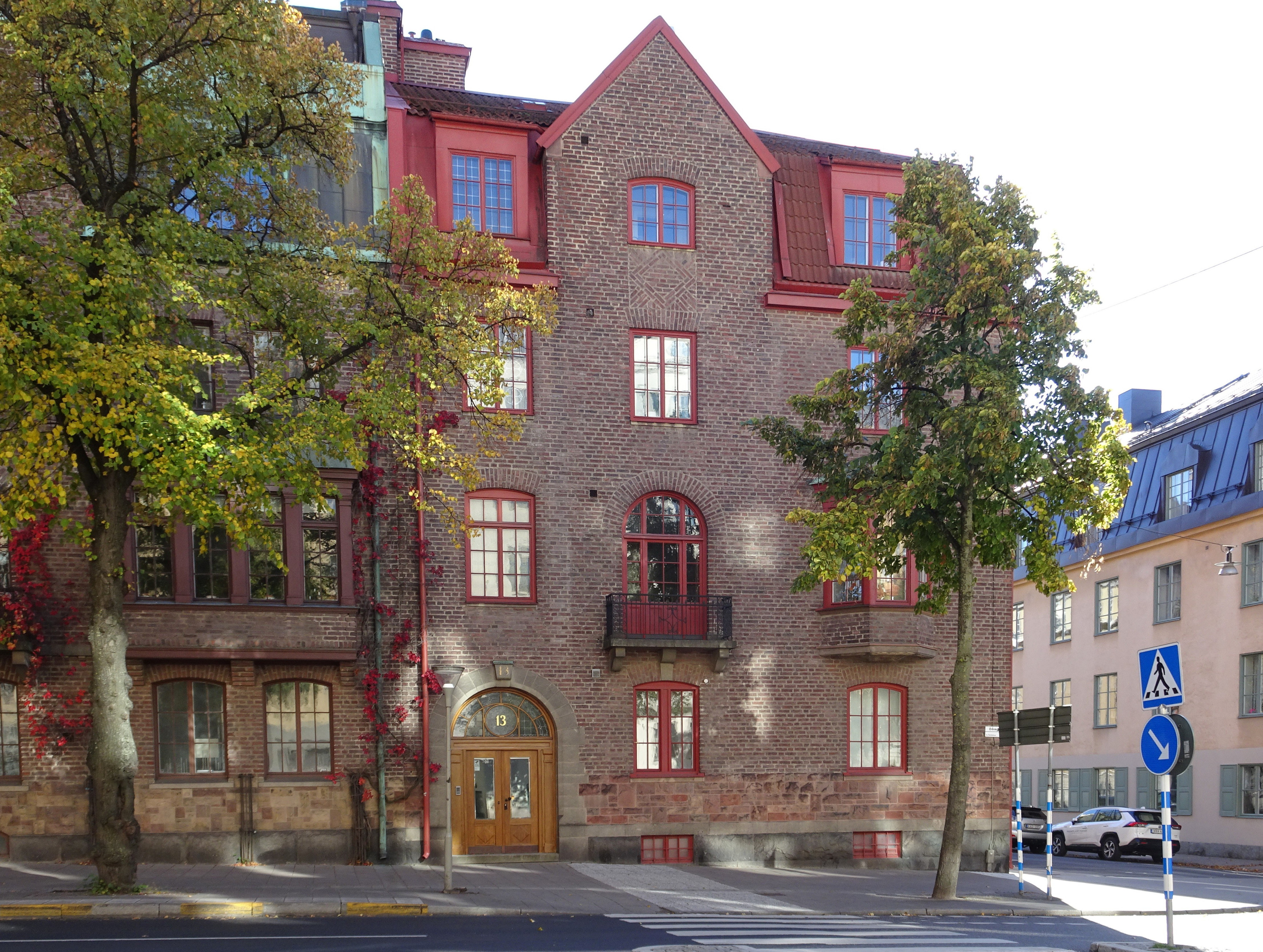
Fasad mot Odengatan.
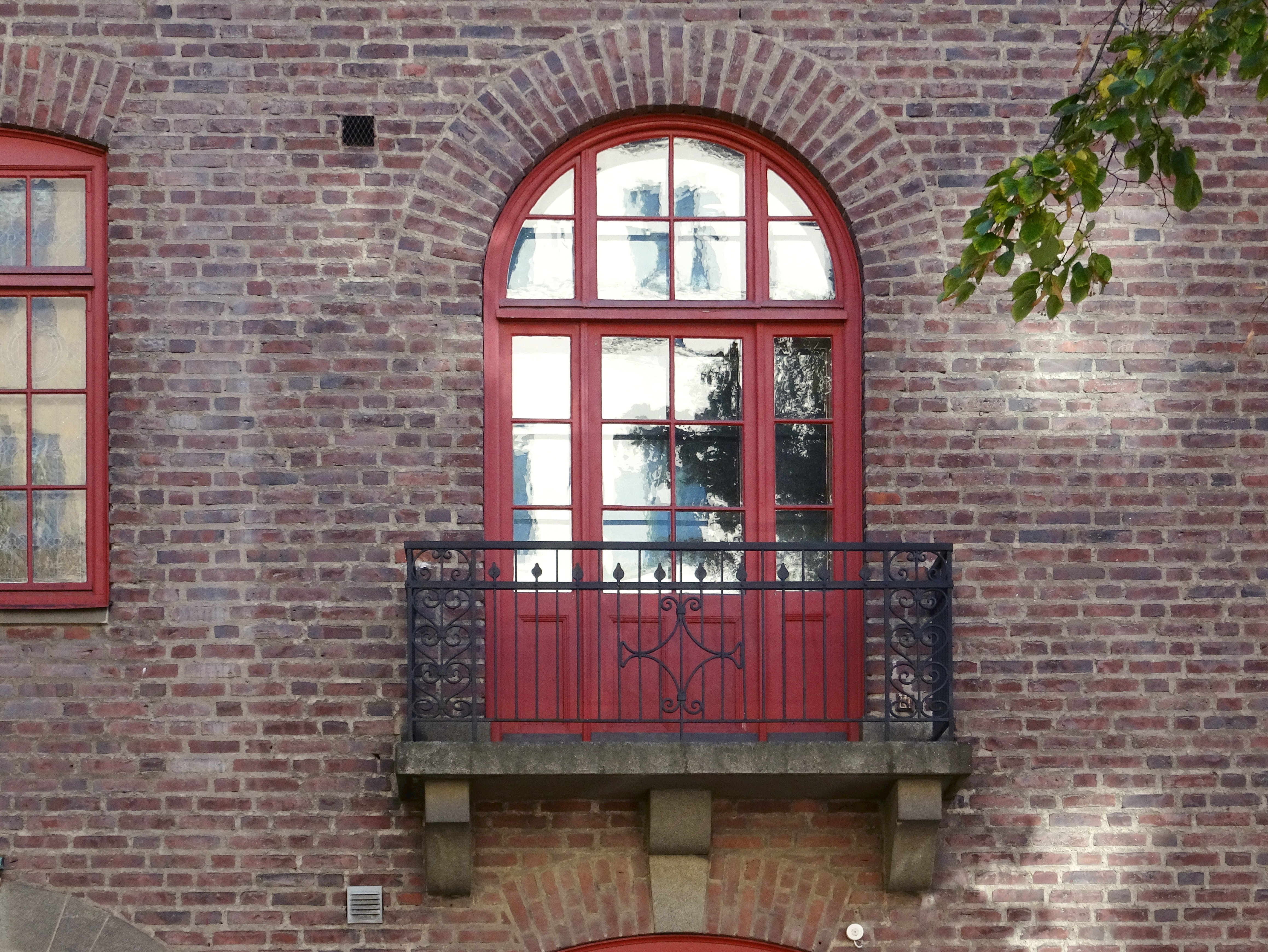
Balkong mot Odengatan.
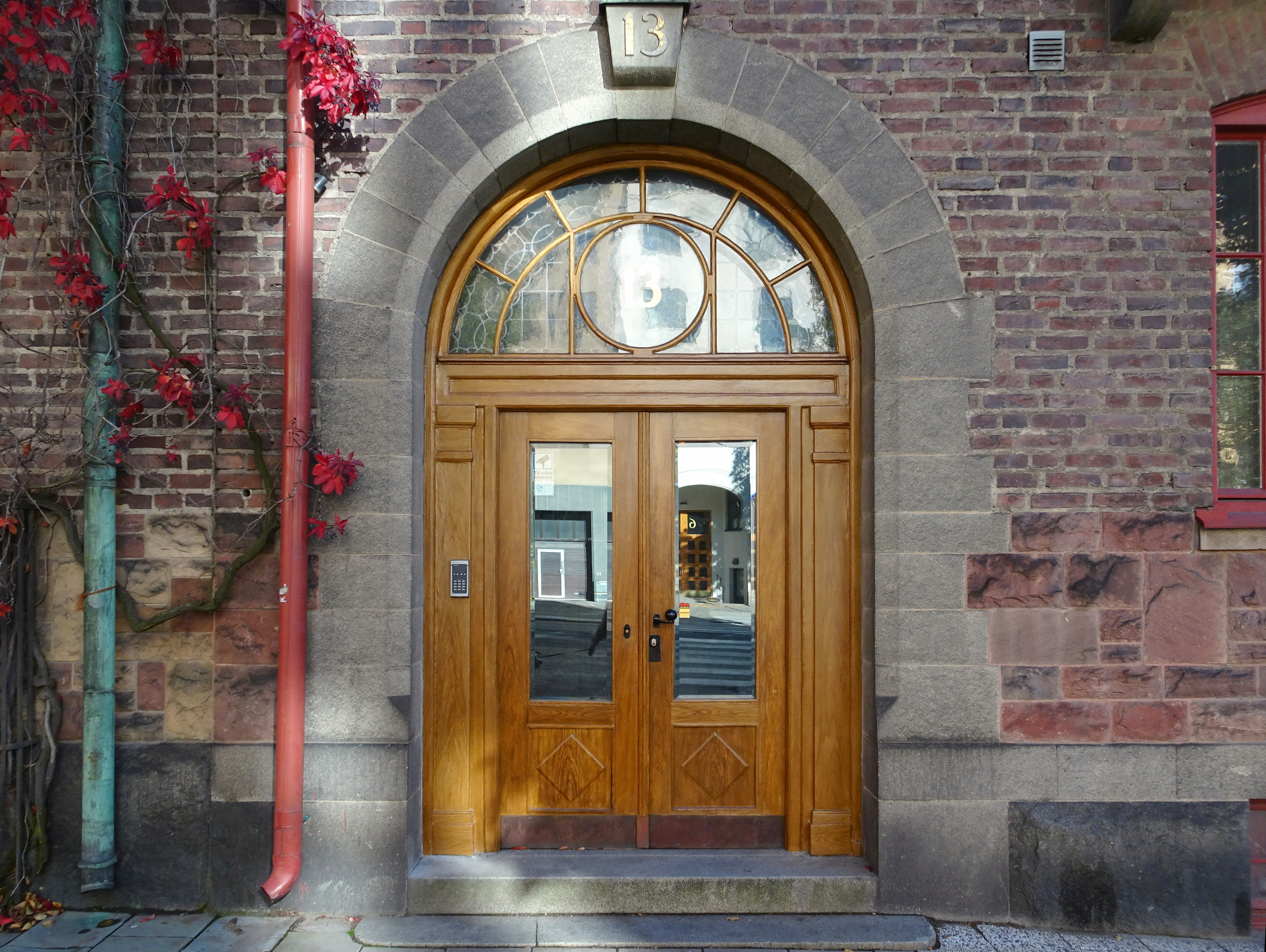
Entré Odengatan 13.
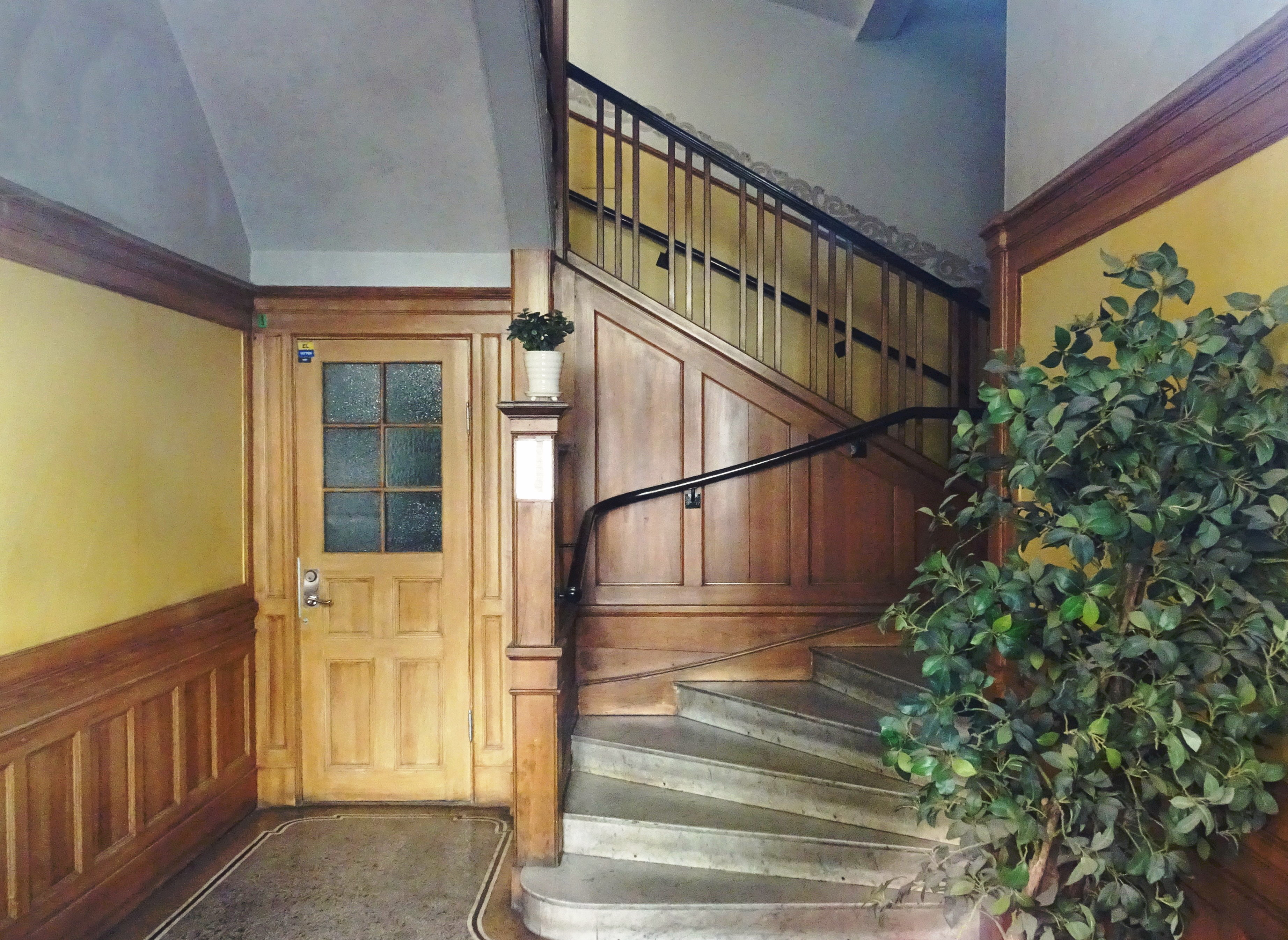
Entréhall.